# Emma Bale
Emma Balemans (Vilvoorde, 2 agosto 1999) è una cantante belga.

## Biografia
Nel 2014 Emma Bale ha partecipato all'edizione belga di The Voice Kids. Nel 2015 i suoi singoli All I Want, Run e Fortune Cookie si sono classificati rispettivamente al 3°, 2° e 1° posto della Ultratop 50 Singles, la classifica ufficiale delle Fiandre. Nel 2016 ha vinto il MTV Europe Music Award al miglior artista belga, oltre a divenire la più giovane vincitrice ai Music Industry Awards, premio musicale flamingo assegnato dalla VRT.
Nel 2021 ha pubblicato il suo album di debutto Retrospect su etichetta Sony.

## Discografia

### Album in studio
- 2021 – Retrospect
- 2024 – 333

### EP
- 2015 – My World Untouched

### Singoli
- 2015 – All I Want
- 2015 – Run
- 2015 – Fortune Cookie (feat. Milow)
- 2016 – Worth It
- 2017 – Curaçao
- 2018 – Cut Loose
- 2019 – Joan
- 2020 – Greedy
- 2021 – Mind Games
- 2021 – Boy Bye
- 2021 – The Time Is Now
- 2021 – Amsterdam
- 2024 – Kijk niet weg